# (5486) 1991 UT2
(5486) 1991 UT2 (1991 UT2, 1974 WP1, 1977 KQ1) — астероїд головного поясу, відкритий 31 жовтня 1991 року.
Тіссеранів параметр щодо Юпітера — 3,389.